# X²O Badkamers Trofee 2023-2024
Navigation
2022-2023 2024-2025
Le X²O Badkamers Trofee 2023-2024 est la 37e édition du trophée cyclo-cross X²O Badkamers Trofee. Il est composé de huit manches ayant lieu en Belgique entre le 1er novembre 2023 et le 18 février 2024. Toutes les courses font partie du calendrier de la saison de cyclo-cross 2023-2024. Elles donnent lieu à un classement général au temps.
Les huit manches sont identiques à celles de l'édition précédente.

## Fonctionnement
Les temps réalisés lors de chaque manche par les participants sont cumulés, donnant lieu à un classement général au temps, contrairement à la plupart des autres compétitions de cyclo-cross. Il existe trois classements : hommes élites, femmes élites et hommes espoirs.
En cas d'absence, d'abandon ou de retard de plus de cinq minutes sur le temps du vainqueur, les participants sont crédités du temps du vainqueur de la manche (hors-bonifications) auquel on ajoute cinq minutes. Trois sprints intermédiaires permettent également de remporter des secondes de bonifications lors de chaque épreuve : 15 secondes de bonus lors du 1er sprint intermédiaire, 10 secondes lors du 2e et 5 secondes lors du 3e.

## Hommes élites

### Résultats
| # | Date         | Lieu                                         | Vainqueur            | Deuxième               | Troisième         | Leader du classement général |
| - | ------------ | -------------------------------------------- | -------------------- | ---------------------- | ----------------- | ---------------------------- |
| 1 | 1er novembre | Audenarde (Koppenbergcross)                  | Thibau Nys           | Lars van der Haar      | Eli Iserbyt       | Thibau Nys                   |
| 2 | 25 novembre  | Courtrai (CAPS Urban Cross)                  | Eli Iserbyt          | Lars van der Haar      | Cameron Mason     | Lars van der Haar            |
| 3 | 16 décembre  | Herentals (Herentals Crosst)                 | Mathieu van der Poel | Tom Pidcock            | Lars van der Haar | Lars van der Haar            |
| 4 | 1er janvier  | Baal (Grand Prix Sven Nys)                   | Mathieu van der Poel | Wout van Aert          | Pim Ronhaar       | Lars van der Haar            |
| 5 | 4 janvier    | Coxyde (Duinencross)                         | Mathieu van der Poel | Pim Ronhaar            | Wout van Aert     | Lars van der Haar            |
| 6 | 27 janvier   | Hamme (Flandriencross)                       | Mathieu van der Poel | Michael Vanthourenhout | Eli Iserbyt       | Lars van der Haar            |
| 7 | 11 février   | Lille (Krawatencross)                        | Niels Vandeputte     | Joris Nieuwenhuis      | Joran Wyseure     | Lars van der Haar            |
| 8 | 18 février   | Bruxelles (Brussels Universities Cyclocross) | Eli Iserbyt          | Michael Vanthourenhout | Joris Nieuwenhuis | Lars van der Haar            |

### Classement général
| Pos | Coureur                |    | Temps          |
| --- | ---------------------- | -- | -------------- |
| 1   | Lars van der Haar      | en | 8 h 6 min 25 s |
| 2   | Eli Iserbyt            | +  | 1 min 31 s     |
| 3   | Michael Vanthourenhout | +  | 5 min 41 s     |
| 4   | Cameron Mason          | +  | 5 min 52 s     |
| 4   | Mathieu van der Poel   | +  | 8 min 53 s     |
| 6   | Niels Vandeputte       | +  | 9 min 16 s     |
| 7   | Toon Vandebosch        | +  | 10 min 2 s     |
| 8   | Jens Adams             | +  | 14 min 13 s    |
| 9   | Joran Wyseure          | +  | 17 min 38 s    |
| 10  | Joris Nieuwenhuis      | +  | 19 min 35 s    |

## Femmes élites

### Résultats
| # | Date         | Lieu                                         | Vainqueur     | Deuxième                 | Troisième         | Leader du classement général |
| - | ------------ | -------------------------------------------- | ------------- | ------------------------ | ----------------- | ---------------------------- |
| 1 | 1er novembre | Audenarde (Koppenbergcross)                  | Fem van Empel | Denise Betsema           | Anna Kay          | Fem van Empel                |
| 2 | 25 novembre  | Courtrai (CAPS Urban Cross)                  | Fem van Empel | Lucinda Brand            | Puck Pieterse     | Fem van Empel                |
| 3 | 16 décembre  | Herentals (Herentals Crosst)                 | Fem van Empel | Lucinda Brand            | Annemarie Worst   | Fem van Empel                |
| 4 | 1er janvier  | Baal (Grand Prix Sven Nys)                   | Fem van Empel | Lucinda Brand            | Ava Holmgren      | Fem van Empel                |
| 5 | 4 janvier    | Coxyde (Duinencross)                         | Fem van Empel | Lucinda Brand            | Ceylin Alvarado   | Fem van Empel                |
| 6 | 27 janvier   | Hamme (Flandriencross)                       | Fem van Empel | Lucinda Brand            | Manon Bakker      | Fem van Empel                |
| 7 | 11 février   | Lille (Krawatencross)                        | Fem van Empel | Lucinda Brand            | Laura Verdonschot | Fem van Empel                |
| 8 | 18 février   | Bruxelles (Brussels Universities Cyclocross) | Lucinda Brand | Marion Norbert-Riberolle | Manon Bakker      | Fem van Empel                |

### Classement général
| Pos | Coureuse                 |    | Temps           |
| --- | ------------------------ | -- | --------------- |
| 1   | Fem van Empel            | en | 6 h 10 min 30 s |
| 2   | Lucinda Brand            | +  | 3 min 39 s      |
| 3   | Annemarie Worst          | +  | 16 min 11 s     |
| 4   | Denise Betsema           | +  | 17 min 49 s     |
| 5   | Laura Verdonschot        | +  | 22 min 5 s      |
| 6   | Manon Bakker             | +  | 22 min 24 s     |
| 7   | Sanne Cant               | +  | 25 min 17 s     |
| 8   | Marion Norbert-Riberolle | +  | 26 min 28 s     |
| 9   | Leonie Bentveld          | +  | 29 min 4 s      |
| 10  | Aniek van Alphen         | +  | 29 min 39 s     |

## Hommes espoirs

### Résultats
| # | Date         | Lieu                                         | Vainqueur           | Deuxième            | Troisième           | Leader du classement général |
| - | ------------ | -------------------------------------------- | ------------------- | ------------------- | ------------------- | ---------------------------- |
| 1 | 1er novembre | Audenarde (Koppenbergcross)                  | David Haverdings    | Viktor Vandenberghe | Victor Van de Putte | David Haverdings             |
| 2 | 25 novembre  | Courtrai (CAPS Urban Cross)                  | Arne Baers          | Wout Janssen        | Yordi Corsus        | Viktor Vandenberghe          |
| 3 | 16 décembre  | Herentals (Herentals Crosst)                 | David Haverdings    | Kay De Bruyckere    | Arne Baers          | David Haverdings             |
| 4 | 1er janvier  | Baal (Grand Prix Sven Nys)                   | Victor Van de Putte | Jente Michels       | Ward Huybs          | David Haverdings             |
| 5 | 4 janvier    | Coxyde (Duinencross)                         | Ward Huybs          | Victor Van de Putte | Yordi Corsus        | David Haverdings             |
| 6 | 27 janvier   | Hamme (Flandriencross)                       | Seppe van den Boer  | Lucas Janssen       | Wout Janssen        | David Haverdings             |
| 7 | 11 février   | Lille (Krawatencross)                        | Victor Van de Putte | Ward Huybs          | Arne Baers          | David Haverdings             |
| 8 | 18 février   | Bruxelles (Brussels Universities Cyclocross) | Ward Huybs          | Victor Van de Putte | Arne Baers          | Arne Baers                   |

### Classement général
| Pos | Coureur             |    | Temps           |
| --- | ------------------- | -- | --------------- |
| 1   | Arne Baers          | en | 6 h 56 min 32 s |
| 2   | Victor Van de Putte | +  | 1 min 17 s      |
| 3   | David Haverdings    | +  | 1 min 54 s      |
| 4   | Seppe van den Boer  | +  | 2 min 52 s      |
| 5   | Wout Janssen        | +  | 5 min 49 s      |
| 6   | Ward Huybs          | +  | 7 min 29 s      |
| 7   | Kay De Bruyckere    | +  | 8 min 34 s      |
| 8   | Viktor Vandenberghe | +  | 12 min 30 s     |
| 9   | Yordi Corsus        | +  | 12 min 30 s     |
| 10  | Robbe Marchand      | +  | 14 min 55 s     |